# Cis cacuminum
Cis cacuminum es una especie de coleóptero de la familia Ciidae.

## Distribución geográfica
Habita en Seychelles.